# Azurina
Azurina is een geslacht van straalvinnige vissen uit de familie van rifbaarzen of koraaljuffertjes (Pomacentridae).

## Soorten
- Azurina eupalama Heller & Snodgrass, 1903
- Azurina hirundo Jordan & McGregor, 1898